# La Hyène du Missouri
Pour les articles homonymes, voir The Bushwhackers.
Pour plus de détails, voir Fiche technique et Distribution.
La Hyène du Missouri (The Bushwhackers) est un western américain réalisé par Rodney Amateau sorti en 1952.

## Synopsis
Jefferson Waring décide à la fin de la Guerre de Sécession de ne plus jamais toucher à une arme. Il se dirige vers l'Ouest en espérant y trouver une vie paisible. C'est raté puisque, alors qu'il s'approche à peine de la ville d'Independence, il surprend deux bandits qui abattent un paysan et sa femme sans défense devant leur ferme. Les malfrats pourchassent le témoin, qui est obligé de se séparer de son cheval pour leur échapper. Devenu piéton, Jeff est contraint de s'arrêter à Independence. Il y rencontre Peter Sharpe et sa fille Cathy, qui tiennent la gazette locale. Il apprend vite que les bandits qui terrorisent les fermiers sont au service du vieux Artemus Taylor, qui tente de s'approprier toutes les terres du coin.
Décidant de fuir cette guerre locale, Jeff reprend sa route vers l'Ouest. Sur son chemin, il traverse le terrain de Taylor. Il est alors arrêté par la fille du despote, Norah. Par inadvertance, un homme de main de Taylor dévoile à Jeff que la raison pour laquelle le vieil homme veut les terres est que le chemin de fer entreprend d'y construire, ce qui en décuple la valeur. À la suite de cette erreur, Taylor et sa fille décident de tuer Jeff et l'employé qui a bavé. Ce dernier meurt mais Jeff, lui, en réchappe. Jeff a le temps de transmettre aux fermiers l'information concernant le chemin de fer, avant de se faire arrêter, par le shérif corrompu, pour le meurtre de l'employé de Taylor. Cathy, fermement décidée à défendre les paysans, convainc son père de ne pas se laisser intimider. Il publie dès lors un éditorial dévoilant toute l'activité criminelle de Taylor. En représailles, il est froidement abattu par les gredins. Finalement, les fermiers prennent leur courage à deux mains sous la houlette de Jeff et ils gagnent la bataille. Jeff reprend le journal avec Cathy, et ils tombent dans les bras l'un de l'autre.

## Fiche technique

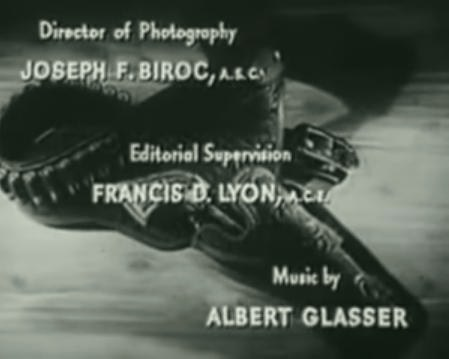
Extrait du générique du film.

- Titre français : La Hyène du Missouri[1]
- Titre original : The Bushwhackers
- Réalisateur : Rod Amateau
- Scénario : Thomas S. Gries et Rod Amateau
- Directeur de la photographie : Joseph F. Biroc
- Montage : Francis D. Lyon
- Musique : Albert Glasser
- Assistant réalisateur : Richard Dixon
- Directeur artistique : Frank Sylos
- Chef décorateur : Edward G. Boyle
- Dialogues : Syd Zwerling
- Costumier pour hommes : Burrel Kring
- Costumier pour femmes : Jeanne Keethe
- Coiffeur : Anna Malin
- Maquilleur : Webster Phillips
- Son : Vic Appel
- Effets spéciaux : Lee Zavitz
- Production : Larry Finley
  - Production associée : Herman Cohen
- Société de production : Jack Broder Productions
- Format : Noir et blanc - 1.37:1 - 35 mm - Mono
- Pays :  États-Unis
- Langue : anglais
- Genre : Western
- Durée : 70 minutes
- Date de sortie : 
  - États-Unis : 8 janvier 1952
  - France : 1962[1]

## Distribution
- John Ireland : Jefferson Waring
- Wayne Morris : le marshal John Harding
- Lawrence Tierney : Sam Tobin
- Dorothy Malone : Cathy Sharpe
- Lon Chaney : Artemus Taylor
- Myrna Dell : Norah Taylor
- Frank Marlowe : Peter Sharpe
- Bill Holmes : 'Ding' Bell, employé au ranch
- Jack Elam : Cree, le premier bandit
- Bob Wood : Le second bandit
- Charles Trowbridge : Justin Stone
- Norman Leavitt : Deputy Yale
- Stuart Randall : Slocum, un colonisateur
- George Lynn : Guthrie, un colonisateur
- Gordon Wynne : John Quigley, un colonisateur
- Gabriel Conrad : Kramer, un colonisateur
- Eddie Parks : Funeral Franklin
- Bob Broder : Tommy Lloyd